# Gleb Karpenko
Gleb Karpenko, né le 27 octobre 2001 à Narva-Jõesuu, est un coureur cycliste estonien.

## Biographie
En août 2020, il s'impose sur le contre-la-montre des championnats d'Estonie, à 18 ans,.

## Palmarès et résultats

### Par année
- 2016
  - 2e du championnat d'Estonie du contre-la-montre cadets
- 2017
  -  Médaillé de bronze du contre-la-montre au Festival olympique de la jeunesse européenne
- 2018
  - 2e du championnat d'Estonie du contre-la-montre juniors
- 2019
  -  Champion d'Estonie du contre-la-montre juniors
  - 3e étape de la Coupe du Président de la Ville de Grudziądz
  - Tartu Rattaralli
  - 5e étape du Tour de Himmelfart juniors
  - Sint-Martinusprijs Kontich :
    - Classement général
    - 3e étape (contre-la-montre)

  - 2e du Tour de Himmelfart juniors
  - 3e du championnat d'Estonie sur route juniors
  - 5e du championnat d'Europe du contre-la-montre juniors
- 2020
  -  Champion d'Estonie du contre-la-montre
  -  Champion d'Estonie du contre-la-montre espoirs
- 2021
  - 2e du championnat d'Estonie sur route espoirs
- 2022
  -  Champion d'Estonie sur route espoirs
  - 2e du championnat d'Estonie du contre-la-montre espoirs
  - 3e de l'Orlen Nations Grand Prix
- 2023
  - 3e étape du Tour of Tea Horse Road
  - 2e du championnat d'Estonie du contre-la-montre
  - 3e du championnat d'Estonie sur route espoirs
- 2024
  - Elva Tänavasõit
  - Tallinna Rahvasõit
- 2025
  - 2e du championnat d'Estonie du critérium

### Classements mondiaux
| Année                                 | 2020 | 2021  | 2022 | 2023  |
| ------------------------------------- | ---- | ----- | ---- | ----- |
| Classement mondial                    | 663e | 1151e | 550e | 2219e |
| UCI Europe Tour                       | 536e | 852e  | 428e | nc    |
|                                       |      |       |      |       |
| Légende : nc = non classéSource : UCI |      |       |      |       |